# Cargeghe
Cargeghe (en llengua sarda, Cargeghe) és un municipi italià, a la província de Sàsser. L'any 2007 tenia 606 habitants. És a la regió del Tataresu. Limita amb els municipis de Codrongianos, Florinas, Muros, Osilo i Ossi.